# Copa da Escócia de 1926–27
A Copa da Escócia de 1926-27 foi a 49º edição do torneio mais antigo do futebol da Escócia. O campeão foi o Celtic F.C., que conquistou seu 12º título na história da competição ao vencer a final contra o East Fife F.C., pelo placar de 3 a 1.

## Premiação
| Copa da Escócia de 1926-27       |
| Escócia                          |
| -------------------------------- |
| Celtic F.C. Campeão (12º título) |